# Syrrheonema fasciculatum
Syrrheonema fasciculatum là một loài thực vật có hoa trong họ Biển bức cát. Loài này được Miers miêu tả khoa học đầu tiên năm 1871.